# Státní zakázka na sanaci starých ekologických zátěží

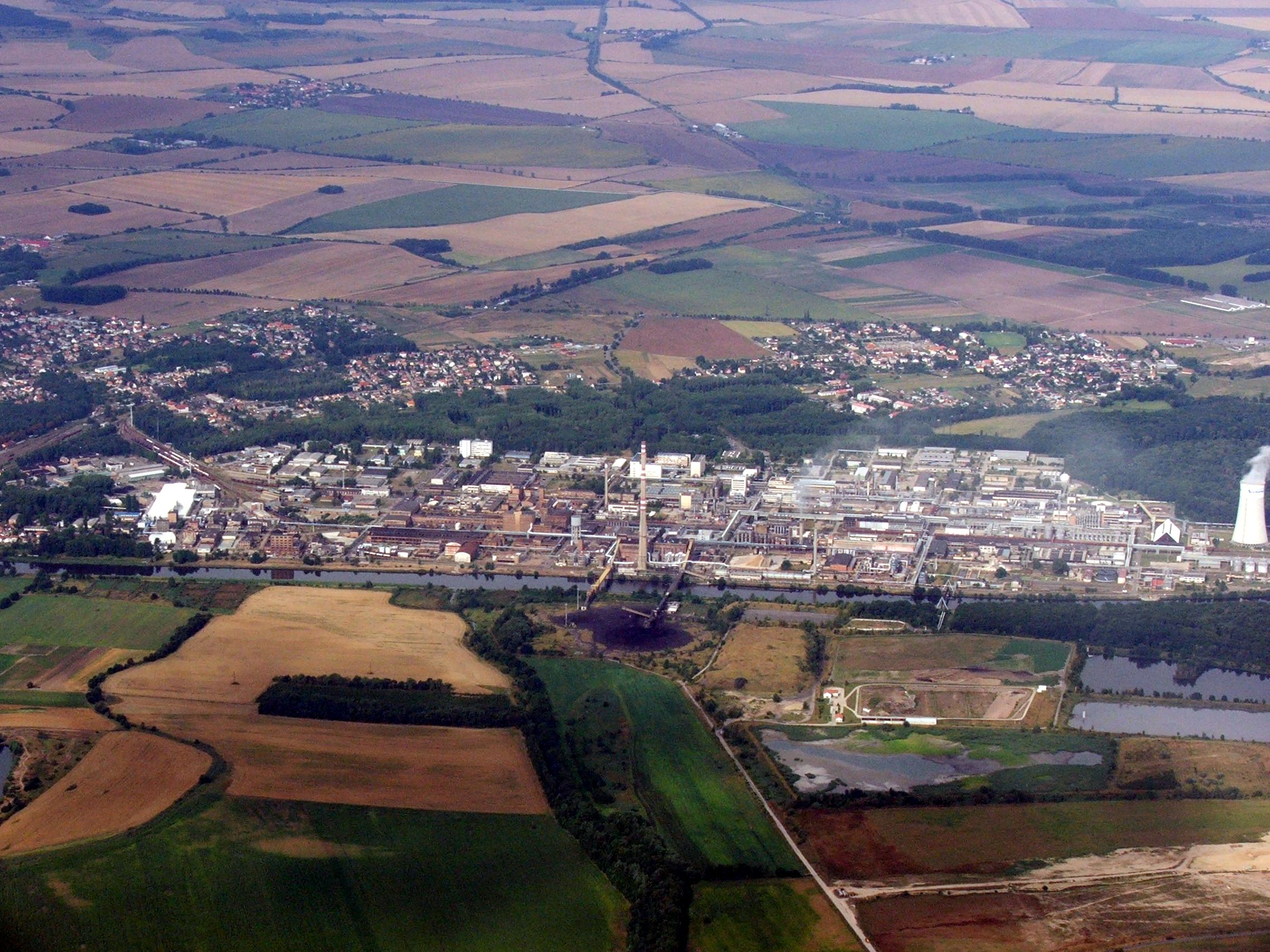
Chemička Spolana Neratovice patřila po roce 1989 mezi nejvíce kontaminované

Státní zakázka na sanaci starých ekologických zátěží měla být největší veřejná zakázka v historii České republiky, jejímž obsahem mělo být vyčištění desítek kontaminovaných lokalit, které byly zamořeny před rokem 1989. Po kontroverzním průběhu a kritice nakonec 19. října 2011 premiér Petr Nečas oznámil, že vláda vítěze ekotendru nevybere a tento projekt skončil.

## Vypsání a rozsah

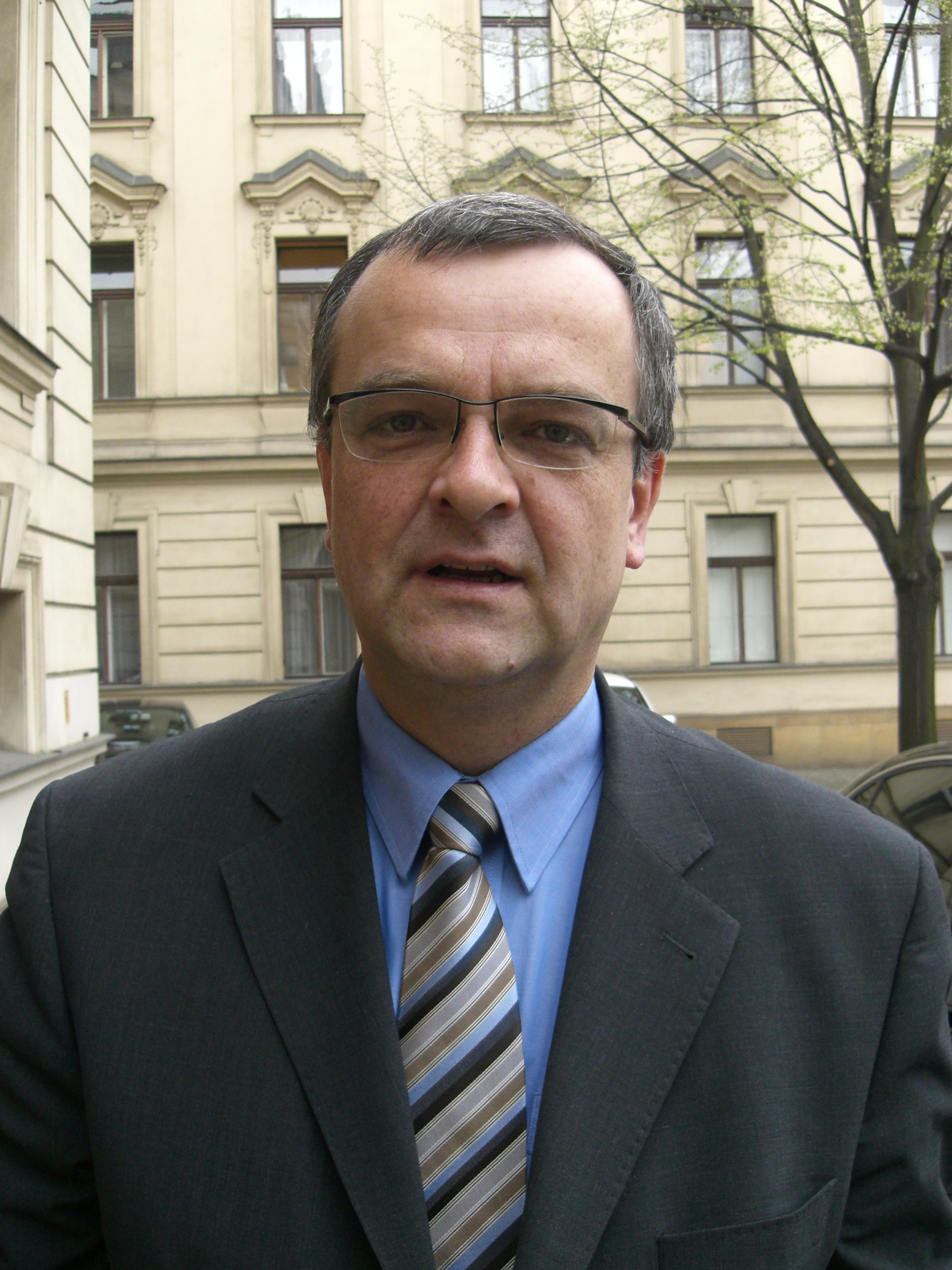
Miroslav Kalousek, pod jehož vedením ministerstvo financí zakázky vypsalo

Zakázka byla vyhlášena ministerstvem financí pod vedením Miroslavem Kalouskem 15. prosince 2008 a zájemci se mohli přihlásit do 9. února 2009. Výběrové řízení probíhalo ve dvou kolech, přičemž v prvním zájemci prokazovali schopnost zakázku splnit. Mezi postupujícími do druhého kola se mělo rozhodnout na základě nabízené cena. Celková výše zakázky mohla činit až 114,5 miliardy korun a měl ji získat jediný dodavatel.
Celkem se přihlásilo do soutěže o veřejnou zakázku 6 subjektů, přičemž do druhého kola tendru postoupily firmy Geosan Group, Marius Pedersen Engineering a Environmental Services. Námitky proti vyřazení podalo sdružení firem PPF Advisory, Ecosoil Sud, AVE CZ a Dekonta, konsorcium společností Deme Environmental Contractors a Dredging International a sdružení firem PD-Gruppe - Stavoprogres.
V říjnu 2009 Úřad pro ochranu hospodářské soutěže (ÚOHS) vyhověl stížnosti konsorcia PPF na neoprávněné vyřazení v první kole výběrového řízení. Ministerstvo financí bylo proto povinno zrušit rozhodnutí, které bylo v rozporu se zákonem o veřejných zakázkách. Správní řízení o stížnostech dalších vyřazených subjektů ÚOHS zastavil.
Premiér Jan Fischer 5. října 2009 ohlásil ustavení devítičlenné komise, která bude hodnotit v 2. kole nabídky v tendru. Komisi tvoří tři zástupce ministerstvo financí (Ivan Fuksa, Igor Fojtík a Jaroslav Zima), dva zástupci ministerstva životního prostředí (Karel Bláha, Pavla Kačabová), dva zástupci ministerstva průmyslu a obchodu (Luboš Vaněk, Zbyšek Sochor) a po jednom ministerstvo spravedlnosti (Miroslav Broum) a úřadu vlády (Blanka Vysloužilová).
Koncem října 2009 stanovilo ministerstvo financí termín pro podání nabídek druhého kola pro státní superzakázku na 10. června 2010. Koncem roku 2010 dal premiér Petr Nečas zpracovat několik právních analýz, ve kterých jsou krok za krokem popsané možnosti, které by v každé fázi tendru umožňovaly vládě obří zakázku zrušit. V lednu 2011 se v médiích objevila zpráva, že česká vláda pouze otevře obálky s nabídkami a pak celou soutěž zruší. V září 2011 bylo oznámeno, že nejlevnější nabídku 56,8 miliardy korun podala firma Marius Pedersen Engineering. Firma Geosan Group nabídla cenu 57,8 miliardy Kč a firma Environmental Services ze skupiny J&T dokonce 65,5 miliardy. 19. října 2011 skutečně premiér Petr Nečas oznámil, že vláda vítěze ekotendru nevybere, tento projekt tím skončil.

## Kritika

### Transparency International
Záměr dlouhodobě kritizovala organizace Transparency International (TI), podle níž byl návrh ministra financí schválen na základě podkladů sporné kvality posudků a forma vypsání zakázky je extrémně nevýhodné pro státní rozpočet. Ředitel TI David Ondráčka tvrdí, že u mimořádně velké zakázky je riziko korupce a politických tlaků enormní. Zakázka je svým objemem pětkrát větší než dosavadní největší zakázky a je unikátní i v evropském měřítku. Podle TI záměr ministra financí by zcela zbytečně zatížilo státní rozpočet nejméně o dalších 35 miliard korun.

### Martin Bursík

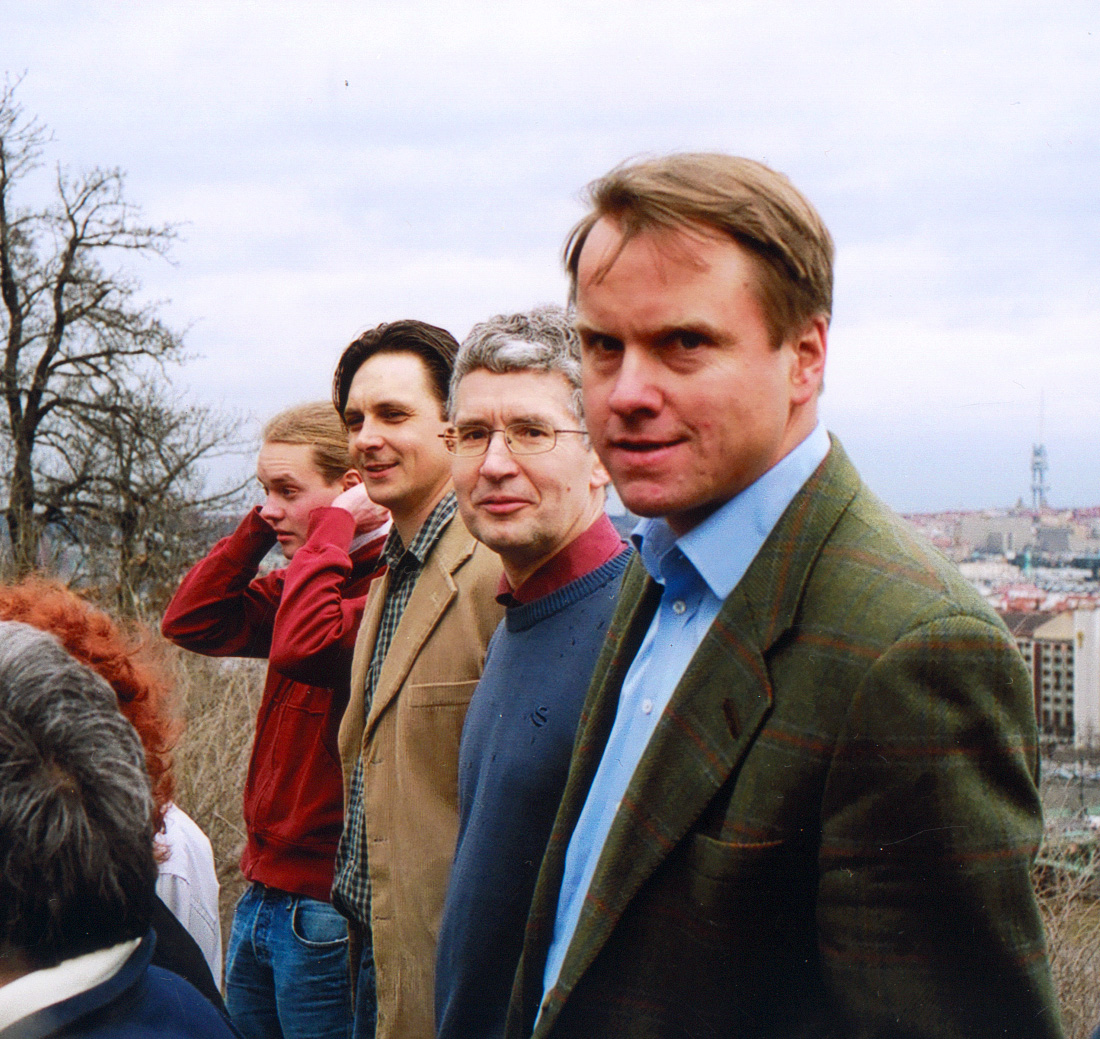
Martin Bursík

Bývalý ministr životní prostředí Martin Bursík uvedl v květnu 2009, že cena sanací by měla být jen kolem 40 miliard korun a nikoli 115, jak oznámilo ministerstvo financí.

### Jana Hybášková
V březnu 2010 požádala Jana Hybášková antimonopolní úřad, aby zastavil tendr a obrátila se s podněty na Nejvyšší kontrolní úřad a Evropskou komisi. Hybášková kritizovala, že zakázka znevýhodňuje střední podniky a že k vypsání výběrového řízení ministerstvo financí neprovedlo aktuální analýzu stavu ekologických zátěží, tedy bylo vypsáno výběrové řízení bez známosti rozsahu škody.

### Hospodářská komora
K záměru se kriticky vyjádřila také Hospodářská komora ČR, podle které jediná zakázka představuje riziko, že z realizace zakázky budou prakticky vyřazeny všechny tuzemské firmy, zejména pak malé a střední. Jako řešení navrhla HK ČR rozdělení veřejných zakázek na sanace do menších celků podle jednotlivých krajů či sektorů.

### Ministerstvo životního prostředí
Podmínky veřejné zakázky ministerstvo financí nekonzultovalo s ministerstvem životního prostředí, které na likvidaci ekologických škod má dohlížet. Tyto podmínky jsou nejasné a některé (např. na obří skládky s kapacitou 4 miliony tun odpadů) nejsou podle MŽP ani splnitelné. Další podmínkou pro výběr vítězné nabídky je zařízení pro výrobu alternativních paliv, ale podle MŽP pojem "alternativní palivo" oficiálně vůbec neexistuje.

### Nejvyšší kontrolní úřad
V červnu 2010 zveřejnil Nejvyšší kontrolní úřad (NKÚ) kontrolní závěr, podle kterého jsou garance státu za ekologické zátěže ve výši 115 miliard korun přehnané a reálné náklady na odstranění škod by měly být mnohonásobně nižší.

### KDU-ČSL
V říjnu 2009 předsednictvo KDU-ČSL vyzvalo předsedu vlády Jana Fischera, aby tendr na odstranění starých ekologických zátěží zrušil. Požaduje prošetření postupu Ministerstva financí, které podle KDU-ČSL postupovalo od samého počátku netransparentně a nezákonně. KDU-ČSL označilo pokračování tendru ve stávajících podmínkách za jeden z největších tunelů v novodobých dějinách České republiky.

### ČSSD

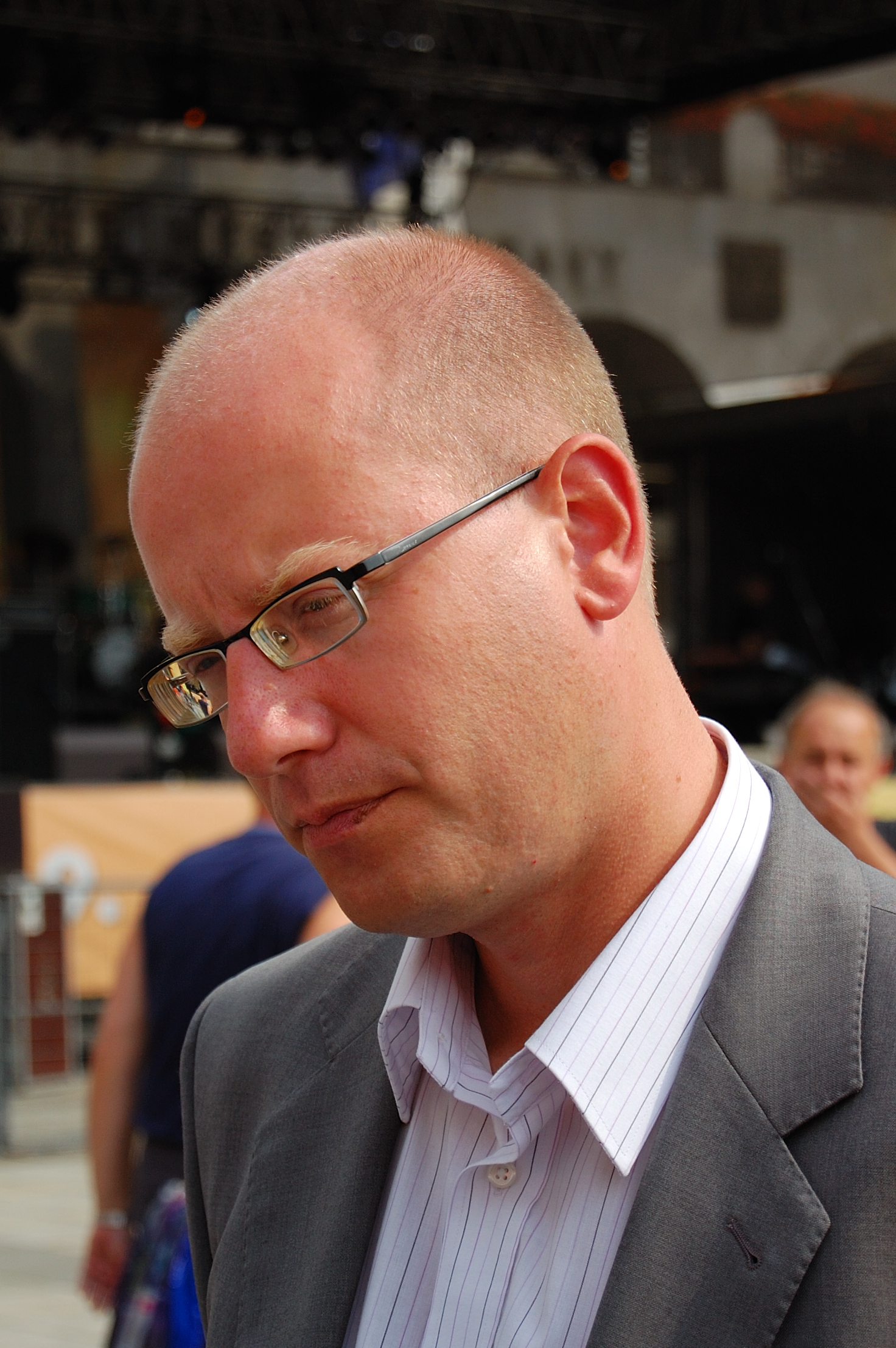
Bohuslav Sobotka

Pro zastavení procesu se vyslovil místopředseda ČSSD Bohuslav Sobotka, podle kterého je tendr poznamenán neodstranitelnými chybami. Doslovně uvedl: "Přerušení, zastavení, ukončení je to nejlepší řešení, které sociální demokracie může doporučit a bude ho podporovat. Pro takové usnesení také budeme hlasovat."